# 貝特拉赫
貝特拉赫（德語：Bettlach，德語發音：[ˈbɛtˌlax]）是瑞士索洛圖恩州的一个市镇，位於該國北部，面積12.21平方公里，海拔高度479米，2012年人口4,854，四成人口信奉羅馬天主教，人口密度每平方公里398人。